# The Miracle Man

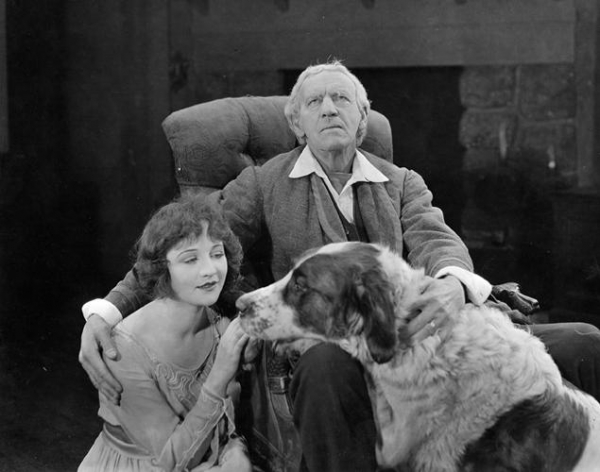
Betty Compson e Joseph J. Dowling em uma cena com St. Bernard, co-estrela.

The Miracle Man é um filme norte-americano de drama mudo de 1919, estrelado por Lon Chaney e baseado em uma peça de 1914, de George M. Cohan, que por sua vez é baseado no romance homônimo do autor canadense Frank L. Packard.
O filme foi lançado pela Paramount Pictures, dirigido, produzido e escrito por George Loane Tucker e também estrelado por Thomas Meighan e Betty Compson.
Paramount refez o filme em 1932, também intitulado The Miracle Man, com Chester Morris, John Wray e Sylvia Sidney. Hoje, a maior parte do filme de 1919 é considerada perdida, com apenas dois fragmentos, totalizando cerca de três minutos, sobrevivendo.